# Toussaint Bordenave
Pour les articles homonymes, voir Bordenave.
Toussaint Bordenave est un chirurgien et anatomiste français, né à Paris le 10 avril 1728, et mort dans la même ville le 12 mars 1782 .

## Biographie
Toussaint Bordenave est le fils de Pierre Bordenave (†1746), chirurgien, et de Edmée Marguerite Hauterive.
Bien que son père le destinât au métier de chirurgien, il lui a fait suivre des études ordinaires au collège des Jésuites et de philosophie au collège d'Harcourt pour qu'il puisse comprendre les langues utilisées par les anatomistes les plus célèbres des siècles précédents. Il a pris le grade de Maître ès Arts. Cette connaissance du latin lui a donné un avantage sur ses confrères.
Puis il a entamé ses études de chirurgie et a fait en qualité d'aide-major la campagne de Flandres de 1746. À son retour il a entrepris des études de licence et a été reçu maître en chirurgie à 22 ans après avoir soutenu une thèse en latin.
Il a occupé la chaire de physiologie fondée par de la Peyronie, directeur de l'Académie royale de chirurgie et commissaire aux correspondances de cette compagnie.
Il a donné des mémoires à l'Académie de chirurgie avec des observations sur des faits extraordinaires rencontrés au cours de ses interventions, sur le traitement des blessures par armes à feu, et sur des questions chirurgicales.
Il s'est occupé de recherches anatomiques et va faire des expériences pour éclaircir quelques points de la doctrine d'Albrecht von Haller sur la différence des parties sensibles et irritables et a écrit un ouvrage pour défendre l'opinion de cet anatomiste sur la formation des os contre celle de Henri Louis Duhamel du Monceau. Il a traduit pour ses élèves les éléments de physiologie de Haller, puis rédigé un traité sur cette science.
Il a d'abord été nommé adjoint anatomiste surnuméraire directement par Louis XV le 13 mars 1774 - Associé vétéran le 30 mars 1774 sans avoir été proposé par l'Académie. L'Académie a fait des représentations à ce sujet qui ont été reçues. Le Roi l'a alors nommé associé vétéran.
Toussaint Bordenave a été le premier chirurgien à être élu échevin de Paris, en 1780. Il est aussi fait chevalier de l'ordre de Saint-Michel à l'occasion de la naissance du Dauphin.
Il a succombé à la suite d'une attaque d'apoplexie, le 12 mars 1782.

## Publications
- Positiones anatomicae et chirurgicae, thès présentée à l'école de chirurgie le 2 juillet 1750 (lire en ligne)
- Abrégé de pathologie et de thérapeutique pour l'instruction des étudians en chirurgie, 1753 (lire en ligne)
- Essai sur la physiologie, 1764 (litr rn ligne)
- Dissertation sur les antiseptiques, dans Dissertations sur les antiseptiques qui ont concouru pour le prix proposé par l'Académie des sciences, arts et belles-lettres de Dijon en 1767, dont la première (par M. B.-C. de Boissieu) a remporté le prix et dont les deux autres (par MM. T. Bordenave et Godart) ont partagé l'accessit, p. 139-244 (lire en ligne)
- Mémoires sur le danger des caustiques pour la cure radicale des hernies, 1774 (lire en ligne)
- Essai sur la physiologie, ou Physique du corps humain, 1778 (3e édition) tome 1, tome 2